# Pabillonis
Pabillonis é uma comuna italiana da região da Sardenha, na província da Sardenha do Sul, com cerca de 3.044 habitantes. Estende-se por uma área de 37 km², tendo uma densidade populacional de 82 hab/km². Faz fronteira com Gonnosfanadiga, Guspini, Mogoro (OR), San Gavino Monreale, San Nicolò d'Arcidano (OR), Sardara.

## Demografia
| Variação demográfica do município entre 1861 e 2011                               |
|                                                                                   |
| Fonte: Istituto Nazionale di Statistica (ISTAT) - Elaboração gráfica da Wikipedia |